# 디애나 루소
디애나 루소(Deanna Russo, 1979년 10월 17일 ~ )는 미국의 배우이다.

## 출연 작품
- 포털: 양자 게이트 (2019)
- 크로싱 (2017)
- 기묘한 이야기들: 아이스크림 트럭 (2017)
- 지미 베스트부드: 아메리칸 히어로 (2016)
- 워스트 프렌즈 (2014)
- 고스트 보이지 (2008)
- 전격 Z작전 - 시리즈 (2008)
- 전격 Z작전 - 파일롯 (2008)
- 빌리버스 (2007)
- 휴게소 (2006)
- 붉은 돼지 (1992)

### 텔레비전
- 더 영 앤 더 레스트리스 (2007)
- 새티스팩션 (2014, Satisfaction)